# Horst Blume
Horst Blume (* 2. června 1920, Magdeburg) je německý (NDR) spisovatel, redaktor, učitel a školní rada.

## Život
Od roku 1958 byl členem Svazu spisovatelů Německé demokratické republiky. Pracoval pro televizi, psal divadelní hry, básně a krátké prózy pro děti a mládež. Od roku 1977 žije v Neubrandenburgu.

## Dílo
- Das Gold der Fürsten (1957, Zlato knížat), povídka pro děti a mládež, příběh tří německých chlapců, kteří o prázdninách našli hrob starogermánského bojovníka a nález nejprve zatajili.
- Licht auf den Feldern (1962), televizní hra.
- Bewährung (1963, Zkouška), divadelní hra.

## Česká vydání
- Zlato knížat, SNDK, Praha 1963, přeložil Jiří Moravec.